# USS Puritan (1864)
«Пуритан» (англ. USS Puritan) початково задуманий як двобаштовий монітор, але плани змінив будівник Джон Еріксон, після тривалих дебатів з керівництвом флоту, і врешті-решт монітор побудували з однією баштою.
Однак, через затримки в будівництві і литті величезних 20-дюймових гладкоствольних гармат Дальгрена корабель ніколи не був завершений. Його будівництво було призупинено в 1865 році після завершення Громадянської війни.
Після війни стан корпусу корабля значно погіршився. Під загрозою конфлікту з Іспанією та діючи за умов небажання Конгресу виділяти кошти на нові кораблі, Секретар ВМС (військово-морський міністр) Джордж Робертсон організував ремонт кількох старих моніторів включаючи «Пуританина». Однак фактично було закладено інший корабель з тим же ім'ям, а корпус першого монітора передали для часткової оплати процесу будівництва нового корабля корабельні «John Roach & Sons» 1874 року.